# 선외활동

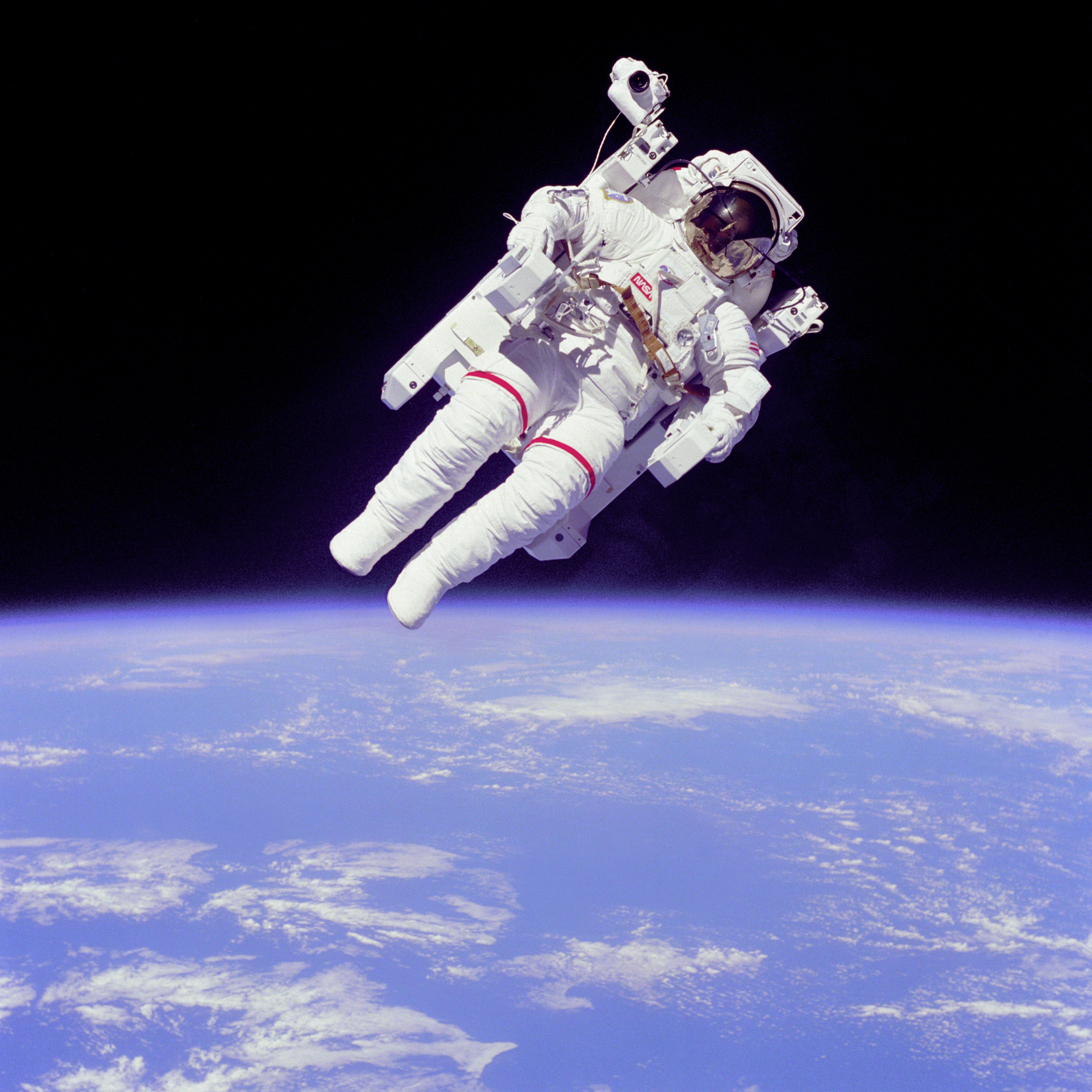

선외활동(船外活動, extra-vehicular activity; EVA)은 우주인이 지구 대기권 밖에서 우주선 밖으로 나와 활동하는 일이다. 우주 공간을 떠다니는 것을 특히 우주유영(宇宙游泳, spacewalk)이라고 한다. 우주유영은 선외활동의 일부일 뿐, 전부가 아니다. 선외활동에는 우주유영 뿐 아니라 행성이나 위성에 착륙하여 하는 활동들(예컨대 아폴로 우주인들의 월면차 몰고 돌아다니기 등)도 모두 포함된다. 
세계 최초로 우주유영을 한 사람은 1965년에 보스호트 2호를 탔던 구소련의 우주비행사 알렉세이 레오노프이다. 생명을 건 우주유영을 하는 동안 우주선과의 전화를 겸한 원격측정용 전선만이 유일한 생명선이다. 산소는 우주복 등에 달린 생명유지 장치에서 공급받는다.